# Місія «Кобра»
Місія «Кобра» (англ. Cobra Mission) — італо-німецький бойовик 1986 року.

## Сюжет
Через 10 років після закінчення війни у В'єтнамі, четверо ветеранів знову зустрічаються. Дізнавшись про те, що у В'єтнамі досі знаходяться американські військовополонені і уряд нічого не хоче робити для їх порятунку, вони вирішують повернутися в джунглі, щоб врятувати нещасних.

## У ролях
| Актор              | Роль               |
| ------------------ | ------------------ |
| Олівер Тобіас      | Річард Вагнер      |
| Крістофер Коннеллі | Роджер Карсон      |
| Манфред Леманн     | Марк Адамс         |
| Джон Стайнер       | Джеймс Велкотт     |
| Етан Вейн          | Майк               |
| Дональд Плезенс    | отець Ленуар       |
| Гордон Мітчелл     | полковник Мортімер |
| Марія Колтей       |                    |
| Корбі Мунір        |                    |
| Річард Лестер      |                    |